# Alfred Zerbel

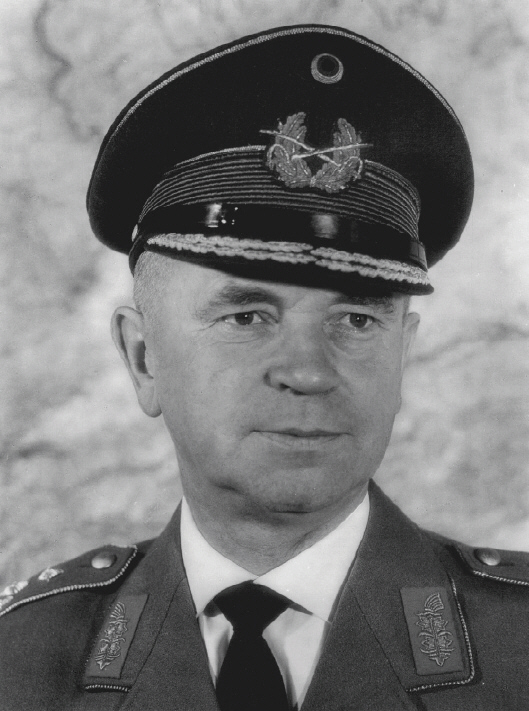
Alfred Zerbel (1960)

Alfred Zerbel (* 8. September 1904 in Ostritz; † 15. Dezember 1987 in Brühl) war ein deutscher Offizier. Nach dem Zweiten Weltkrieg wurde er Generalleutnant des Heeres der Bundeswehr und war vom 16. April 1960 bis 30. September 1964 zweiter Inspekteur des Heeres.

## Militärische Laufbahn

### Reichswehr und Wehrmacht
1924 trat Zerbel, Sohn eines Postbeamten, in den Dienst der Reichswehr. 1927 wurde er zum Leutnant befördert und war bis 1933 Zugführer und Bataillonsadjutant im Infanterieregiment 10.
Nach Gründung der Wehrmacht absolvierte Zerbel von 1935 bis 1937 die Generalstabsausbildung und diente anschließend bis 1940 in verschiedenen Verwendungen im Oberkommando des Heeres (OKH). Danach war er als Major bis 1942 Erster Generalstabsoffizier (Ia) der 299. Infanterie-Division unter dem Kommando des Generals der Artillerie Willi Moser. Die Division wurde 1941 an der Ostfront innerhalb der 6. Armee im Raum Kiew und Donezbecken eingesetzt.
Vom 4. September 1942 bis 16. Februar 1943 war Zerbel im Rang eines Obersten Chef der Ausbildungsabteilung im Generalstab des Heeres im OKH. Die Heeresausbildungsabteilung erließ Verfügungen für die Truppenausbildung einschließlich der Truppenübungsplätze, für Herbst- und Sonderübungen sowie für die Ausbildung von Reserve- und Landwehrverbänden. Weiterhin hatte sie die von den Waffeninspektionen bearbeiteten Ausbildungsvorschriften vor der Ausgabe an die Truppe zu prüfen. In dieser Zeit leitete Zerbel bei der Heeresgruppe Mitte an der Ostfront vom 16. Februar bis 20. März 1943 den Generalstab des XIII. Armeekorps unter dem Kommando des Generals der Infanterie Friedrich Siebert. Im Februar 1945 erhielt Zerbel das Deutsche Kreuz in Silber. Er diente zuletzt als Kampfgruppenführer der 11. Panzer-Division unter Generalleutnant Wend von Wietersheim. Am 5. Mai 1945 kapitulierten die Reste der Division unter Wietersheim in Böhmen vor den US-Truppen und Zerbel ging bis 1948 in US-Kriegsgefangenschaft.
Im Zweiten Weltkrieg wurde er u. a. mit dem Eisernen Kreuz I. Klasse ausgezeichnet.

### Nachkriegszeit
Nach Kriegsende und Entnazifizierungsverfahren wurde er Mitglied der Operational History (German) Section der Historical Division der US Army. Einige der für die Historical Division tätigen ehemaligen deutschen Offiziere wurden ab 1955/56 in den aktiven Dienst der neu gegründeten Bundeswehr übernommen, so zum Beispiel Burkhart Müller-Hillebrand, Hellmuth Reinhardt, Herbert Büchs, Friedrich Ruge, Gerhard Wagner wie auch Zerbel selbst.

### Bundeswehr
Zerbel wurde 1956 als Oberst wiedereingestellt und mit den Aufgaben des Leiters der Annahmestelle im Wehrbereich IV betraut. Vom September 1956 bis März 1958 diente er als stellvertretender Kommandeur der 5. Panzerdivision unter Generalmajor Heinrich Baron von Behr in Diez. Dabei war er in dieser Zeit für zwei Monate stellvertretender Kommandierender General des neu aufgestellten III. Korps unter Generalleutnant Smilo Freiherr von Lüttwitz. Vom 1. Juni 1958 bis zum 10. Februar 1960 führte Zerbel als Generalmajor die 2. Grenadierdivision in Gießen, die dem III. Korps in Koblenz unterstellt war. Während dieser Zeit wurde der Verband in die Heeresstruktur II überführt und am 1. April 1959 in 2. Panzergrenadierdivision umbenannt und das Divisionskommando nach Marburg verlegt.
Am 16. April 1959 übernahm Zerbel, zum Generalleutnant befördert, als Zweiter den Posten des Inspekteurs des Heeres von Hans Röttiger. Zerbel wurde 1964 mit dem Großen Verdienstkreuz mit Stern des Verdienstordens der Bundesrepublik Deutschland mit Ablauf des 30. September 1964 in den Ruhestand versetzt.